# Väster-Norrmarksjön
Väster-Norrmarksjön är en sjö i Gävle kommun i Gästrikland och ingår i Hamrångeån-Testeboåns kustområde. Sjön har en area på 0,145 kvadratkilometer och ligger 33 meter över havet.

## Delavrinningsområde
Väster-Norrmarksjön ingår i det delavrinningsområde (674464-157014) som SMHI kallar för Mynnar i Öster-Norrmarksjön. Medelhöjden är 41 meter över havet och ytan är 5,39 kvadratkilometer. Räknas de 4 avrinningsområdena uppströms in blir den ackumulerade arean 23,05 kvadratkilometer. Vattendraget som avvattnar avrinningsområdet har biflödesordning 2, vilket innebär att vattnet flödar genom totalt 2 vattendrag innan det når havet efter 10 kilometer. Avrinningsområdet består mestadels av skog (92 procent). Avrinningsområdet har 0,15 kvadratkilometer vattenytor vilket ger det en sjöprocent på 2,7 procent.